# Zs. Nagy Lajos
Zs. Nagy Lajos (Zsélyi Nagy Lajos, Szklabonya, 1935. szeptember 28. – Nagykürtös, 2005. június 11.) költő, újságíró, a Magyar Írószövetség és a Szlovákiai Magyar Írók Társaságának tagja.

## Életrajz
A Zsélyhez közeli, az akkor Szklabonyához tartozó Karikáspusztán született. Iskoláit Zsélyben és Komáromban végezte,  komáromi magyar gimnáziumban érettségizett 1954-ben. Egy ideig a Komenský Egyetem hallgatója volt, majd vidéken tanított. 1958–1960-ban a Szlovák Rádió magyar adásának szerkesztője, 1960–1963-ban az  Új Szó napilap besztercebányai kerületi riportere, 1963-tól Mács József megkeresésére annak megszűnéséig (1994 őszéig) A Hét képes hetilap kerületi szerkesztője, majd belső munkatársa volt. 1995-től nyugdíjas. 1998-ban hazaköltözött Zsélybe.

## Önálló kötetei
- Ének a tisztaságról (1964)
- Üzenet a barlangból (1971)
- Emberke, küzdj! (1975)
- Isapur dalai (1977)
- Tériszony (1977)
- Cudar elégia (1981)
- Rendetlen napló (1985)
- Az elpárolgott fazék (1988)
- Nagyképűtlenségek (1992)
- Szárnyas történetek (1993)
- És majd eltűnök (2004)
- Mellékhatás (2006)

## Elismerései, emlékezete
- Madách-díj (1969)
- Szülőhelyén 2010. szeptember 26-án emléktáblát avattak fel a tiszteletére.[3]
- A pozsonyi Madách Posonium Kiadó életműdíja[4]